# StumbleUpon
StumbleUpon è un servizio commerciale di navigazione che integra le caratteristiche di una piattaforma di social bookmarking, una rete sociale a quelle di un blog. StumbleUpon funziona tramite una toolbar disponibile come estensione per i browser Mozilla Firefox e Internet Explorer 7.
Il servizio combina la condivisione umana delle opinioni e l'apprendimento automatico delle preferenze. Il nome StumbleUpon ("Inciampare in") è dovuto al carattere parzialmente casuale della ricerca delle informazioni. Ogni membro della comunità si chiama Stumbler ("Colui che inciampa"). Ogni utente ha un profilo personale che viene aggiornato tramite la toolbar.
Mentre un utente sta navigando normalmente può esprimere un giudizio positivo o negativo del sito che sta navigando. Automaticamente l'indirizzo del sito viene salvato nel profilo dell'utente. Se il sito è una nuova scoperta (cioè nessun altro utente lo ha mai segnalato) lo Stumbler può comporre una breve recensione del sito e segnalare l'argomento e la lingua. Ogni Stumbler quindi può navigare casualmente nelle pagine segnalate da altri tramite il bottone Stumble! della toolbar dopo aver scelto un argomento o delle parole chiave come in un motore di ricerca.
Il servizio fornisce quindi la possibilità di formare comunità virtuali di persone che condividono gli stessi interessi ed ogni utente è membro sia attivo che passivo della comunità.
Il 24 maggio 2018 il fondatore Garrett Camp ha annunciato la chiusura del sito, che è confluito in Mix, servizio simile creato da Camp.

## Pubblicità
Stumbleupon utilizza le preferenze di ogni utente per inviare pubblicità specifica.
Il livello dei siti pubblicitari segnalati è di circa il 2%.
Inoltre ogni utente, pagando, può ottenere opzioni aggiuntive al servizio.